# Joseph-Abraham Bénard

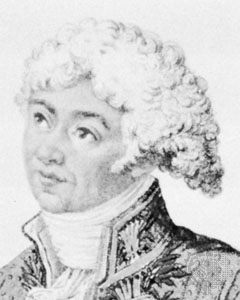
Fleury, detalj från en gravyr av Étienne-Frédéric Lignon.

Joseph-Abraham Bénard, mera känd under sitt artistnamn Fleury, född 26 oktober 1750, död 3 mars 1822, var en fransk skådespelare.
Han spelade först i landsorten, blev 1778 societär vid Théâtre-Français. Han satt under skräckväldet fängslad och undgick med nöd giljotinen och höll sig borta från scenen till 1799 och avgick 1818. I revolutionens och Napoleons Paris var han efter vartannat i egenskap av älskare och pére noble den högre komedins firade hjälte.